# 皮奈
皮奈（法語：Pinay，法語發音：[pinɛ]）是法国卢瓦尔省的一个市镇，位于该省中部，卢瓦尔河右岸，属于罗阿讷区。

## 地理
皮奈（45°52'24"N, 4°8'14"E）面积6.62 平方千米，位于法国奥弗涅-罗讷-阿尔卑斯大区卢瓦尔省，该省份为法国中南部省份，北起顺时针与索恩-卢瓦尔省、罗讷省、伊泽尔省、阿尔代什省、上盧瓦爾省、多姆山省和阿列省接壤。
与皮奈接壤的市镇（或旧市镇、城区）包括：圣若达尔、讷利斯、圣乔治德巴鲁瓦耶、圣马塞尔德费利讷、卢瓦尔河畔韦兹兰。
皮奈的时区为UTC+01:00、UTC+02:00（夏令时）。

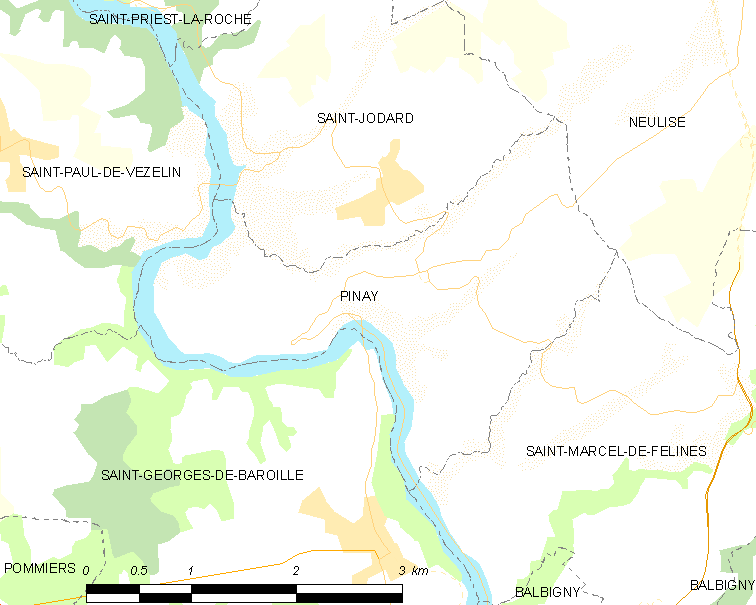
皮奈的OSM定位图

## 行政
皮奈的邮政编码为42590，INSEE市镇编码为42171。

## 政治
皮奈所属的省级选区为勒科托县。

## 交通
卢瓦尔省省道D38线、D56线和D83线在境内交汇。圣艾蒂安—罗阿讷铁路经过境内但未设站。

## 人口

1962-2008年间皮奈人口变化图示

皮奈于2022年1月1日时的人口数量为285人。